# Nemanthus annamensis
Nemanthus annamensis är en havsanemonart som beskrevs av Oscar Henrik Carlgren 1943. Nemanthus annamensis ingår i släktet Nemanthus och familjen Nemanthidae. Inga underarter finns listade i Catalogue of Life.

## Bildgalleri

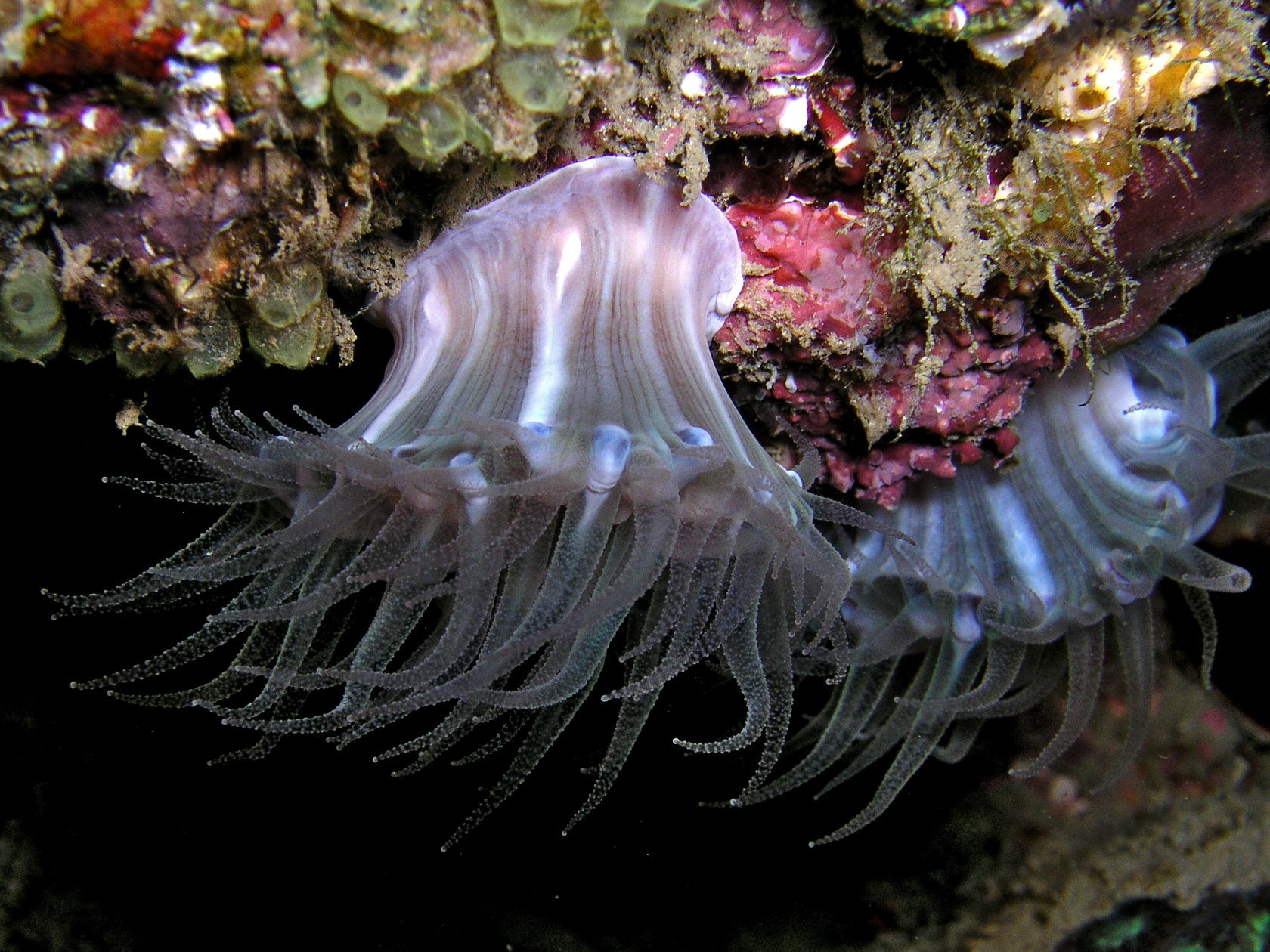
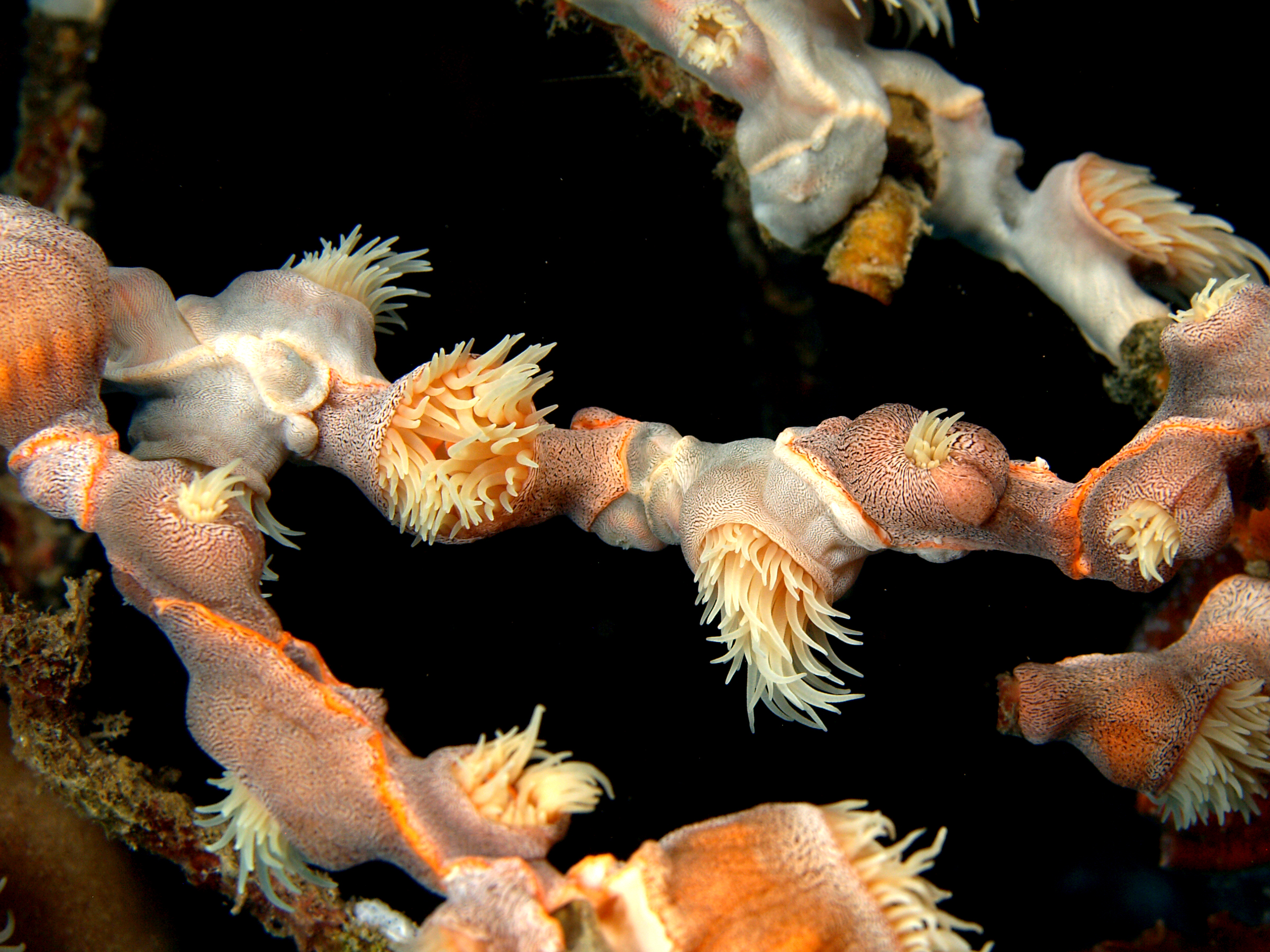